# سغنغ (صوغان)
سغنغ (بالفارسية: سغنگ) هي قرية تقع في إيران في قسم صوغان الريفي. يقدر عدد سكانها بـ 0 نسمة بحسب إحصاء 2016.